# Mohammad Kiya Darbandsari
Mohammad Kiya Darbandsari (* 9. Oktober 1989) ist ein iranischer Alpin- und Grasskiläufer. Er startet seit 2008 im Grasski-Weltcup und nahm an drei Alpinen Skiweltmeisterschaften teil.

## Karriere

### Grasski
Mohammad Kiya Darbandsari nahm zunächst nur an Grasskirennen in Dizin in seinem Heimatland Iran teil. Im Weltcup startete er erstmals im August 2008. Mit Platz 17 im Super-G gewann er seine ersten Weltcuppunkte, fiel aber am nächsten Tag im Riesenslalom aus und wurde 64. im Gesamtweltcup. Auch im August 2009 nahm er wieder an den Weltcuprennen in Dizin teil. Diesmal belegte er Rang 13 im Riesenslalom und Platz 15 im Super-G. Drei Wochen zuvor hatte er auch an drei FIS-Rennen teilgenommen, bei denen ein dritter Platz im Super-G sein bestes Ergebnis war. Im Gesamtweltcup konnte er sich 2009 auf Rang 30 verbessern. In der Saison 2010 nahm Kiya Darbandsari wieder an den FIS- und Weltcuprennen in Dizin teil. In den FIS-Rennen erreichte er mit Platz zwei im Super-G erneut einen Podestplatz und in den Weltcupbewerben erzielte er Platz acht im Super-G sowie Rang zehn im Riesenslalom. Im September 2010 nahm er beim Saisonfinale in Italien erstmals auch an Wettkämpfen außerhalb des Irans teil. Auch hierbei erzielte er gute Resultate und erreichte mit Platz sieben im Super-G von Cesana San Sicario sein bisher bestes Weltcupergebnis. In den beiden Slaloms sowie im Riesenslalom platzierte er sich unter den besten 20. Im Gesamtweltcup gelang ihm damit ein Sprung auf Rang 15, womit er unmittelbar hinter Hossein Kalhor (1984) der zweitbeste Iraner war. Im Sommer 2011 nahm Kiya Darbandsari nur an den FIS-Rennen in Dizin teil, bei denen er zweimal auf das Podest fuhr. 2012 bestritt er keine Grasskirennen.

### Ski Alpin
Seit 2006 startet Kiya Darbandsari in FIS-Rennen und nationalen Meisterschaften im Alpinen Skisport. Nach mehreren Siegen und zahlreichen Podestplätzen in FIS-Rennen nahm er im Februar 2011 am Slalom und am Riesenslalom der Alpinen Skiweltmeisterschaften in Garmisch-Partenkirchen teil. Er musste in beiden Wettbewerben in der Qualifikation antreten und konnte sich nicht für die Hauptrennen qualifizieren. Im Riesenslalom wurde er auf Rang 75 gewertet, im Slalom schied er im zweiten Durchgang des Qualifikationsrennens aus. Er nahm auch an den Olympischen Winterspielen 2014 in Sotschi und 2018 in Pyeongchang teil. Im Riesenslalom wurde er 51.

## Erfolge

### Olympische Spiele
- Sotschi 2014: 51. Riesenslalom
- Pyeongchang 2018: 58. Riesenslalom

### Alpine Skiweltmeisterschaften
- Garmisch-Partenkirchen 2011: 75. Riesenslalom
- Schladming 2013: 48. Riesenslalom
- Courchevel 2023: 47. Riesenslalom, 52. Slalom

### Grasski-Weltcup
- Drei Platzierungen unter den besten zehn